# ساقيه الشيخ (يبعث)

تعديل مصدري - تعديل

ساقيه الشيخ هي إحدى قرى عزلة يبعث بمديرية يبعث التابعة لمحافظة حضرموت، بلغ تعداد سكانها 148 نسمة حسب تعداد اليمن لعام 2004.